# الیسون اسمیت (هنرپیشه)
الیسون اسمیت (انگلیسی: Allison Smith؛ زادهٔ ۹ دسامبر ۱۹۶۹) بازیگر و خواننده اهل ایالات متحده آمریکا است. وی از سال ۱۹۷۹ میلادی تاکنون مشغول فعالیت بوده‌است. از فیلم‌های وی می‌توان به معبر وحشت اشاره کرد.